# Ознака Пембертона
Ознака Пембертона (симптом Пембертона) була названа на честь доктора Г'ю Пембертона, який характеризував її в 1946 р.
Маневр Пембертона — це фізикальний метод обстеження, який виконується для демонстрації прихованого тиску в грудній клітці Пацієнт піднімає обидві руки, поки передпліччя не торкнуться боків обличчя. Позитивна ознака Пембертона оцінюється появою гіперемії обличчя та ціанозу, а також нестачею дихання, що з'являється через приблизно одну хвилину.

## Причини
Позитивна ознака Пембертона свідчить про синдром верхньої порожнистої вени (СВПВ), який зазвичай є результатом маси в середостінні. Хоча ця ознака найчастіше описується у пацієнтів із субстернальними зобами, де зоб «закупорює» верхній грудний отвір, маневр потенційно корисний у будь-якого пацієнта з аденопатією, пухлиною або фіброзом з ураженням середостіння. Синдром ВПВ спостерігався в результаті дифузної середостінної лімфаденопатії різних патологій, таких як муковісцидоз та хвороба Каслмена. Повідомлялось про випадки збільшення шийних лімфатичних вузлів через гемофагоцитарний лімфогістіоцитоз, як причину компресії внутрішньої яремної вени, що клінічно схоже на синдром ВПВ.

## Подальше читання
- Абу-Шама Ю та Куні Т. Ознака Пембертона у хворого на зоб. N Engl J Med . 2018; 378: e31. DOI: 10.1056 / NEJMicm1712263 . Короткий епізод, що описує ознаку Пембертона, із зображеннями та відео.